# Favola della rana e dello scorpione

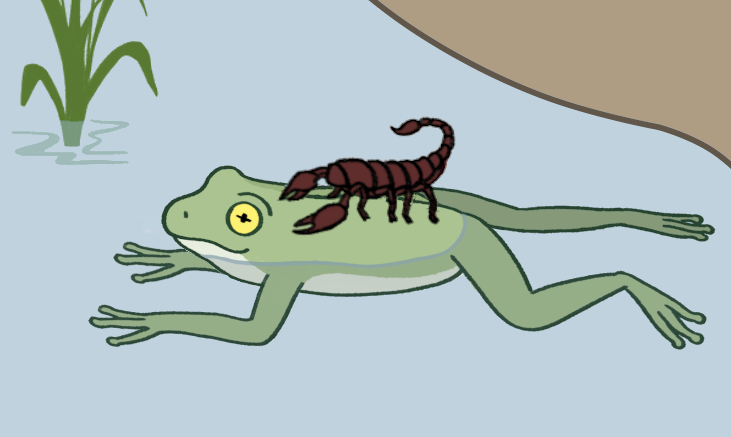

La favola della rana e dello scorpione è un racconto tradizionale che verte sull'immutabilità degli istinti degli individui.

## Trama
Uno scorpione chiede ad una rana di lasciarlo salire sulla sua schiena e di trasportarlo sull'altra sponda di un fiume. In un primo momento la rana rifiuta, temendo di essere punta durante il tragitto. L'aracnide argomenta però in modo convincente sull'infondatezza di tale timore: se la pungesse, infatti, anche lui cadrebbe nel fiume e, non sapendo nuotare, morirebbe insieme a lei. La rana, allora, accetta e permette allo scorpione di salirle sulla schiena, ma, a metà strada, lui la punge condannando entrambi alla morte. Quando la rana chiede allo scorpione il perché del suo gesto folle, questi risponde: "Non posso farci nulla, è la mia natura!".

## Origine

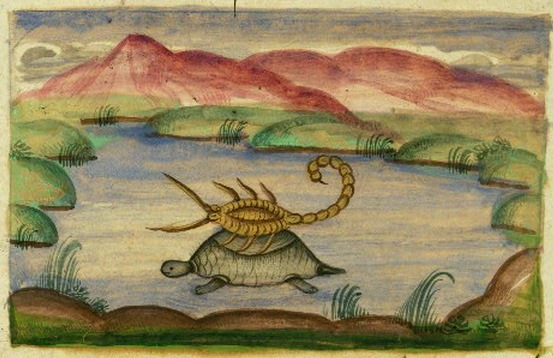
Illustrazione ottocentesca di una variante dal Pañcatantra: la tartaruga e lo scorpione.

L'origine e l'autore non sono noti. La storia è spesso attribuita a Esopo, tuttavia nelle sue favole appaiono solo delle variazioni. Uno studio pubblicato nel 2011 indica una connessione tra la genesi della fiaba e la tradizione del Pañcatantra, una raccolta di favole di animali risalenti all'India del III secolo a.C.

## Nella cultura popolare
- Il racconto viene menzionato nei film Rapporto confidenziale (1955) di Orson Welles, Notte italiana (1987) di Carlo Mazzacurati, Skin Deep - Il piacere è tutto mio (1989) di Blake Edwards, La moglie del soldato (1992) di Neil Jordan, E morì con un felafel in mano (2001) di Richard Lowenstein, The Boondock Saints 2 - Il giorno di Ognissanti (2009) di Troy Duffy, Ingranaggio mortale (2009) di Franck Khalfoun e Drive (2011) di Nicolas Refn.
- È stato usato come motivo del titolo della puntata Il patto dello scorpione del finale/apertura delle stagioni 3 e 4 della serie Voyager di Star Trek e in Il rospo e lo scorpione, episodio della seconda stagione di How I Met Your Mother, oltre che in un episodio della seconda stagione di Smallville. Anche nella serie Teen Wolf nell'episodio 8 della terza stagione, così come nella serie televisiva Weeds, nella seconda stagione. Viene inoltre usata nella serie MacGyver stagione 4, episodio 19, oltre che nella soap opera Dallas. La favola viene citata anche nel corso dell'episodio 14 della prima stagione di The Good Wife, nell'episodio 1 della sesta stagione di Una mamma per amica, nell'episodio 16 della quarta stagione di Covert Affairs, nell'episodio 10 della seconda stagione di I Soprano e nell'episodio 7 della prima stagione di Wynonna Earp. Viene anche citata nell'episodio 8 della seconda stagione di Orange Is the New Black. Viene citata anche nell'episodio 6 "Perché io" della prima stagione di The Deuce - La via del porno, e nel tredicesimo episodio della quinta stagione di Brooklyn Nine-Nine. È stata anche citata in una puntata de Il Paradiso delle signore, in onda su Rai 1. Un'ulteriore citazione è presente nella seconda puntata della seconda stagione della serie After Life. È citata anche nel quarto episodio della seconda stagione di The Umbrella Academy. Viene citato nell'16 Ep della 3 stagione di Blindspot. Viene menzionata la storia della rana e dello scorpione anche nel quinto episodio della quinta stagione di Mom.
- Viene citata anche nel videogioco God of War, quando Kratos racconta ad Atreus alcune storielle mentre attraversano in barca il Lago dei Nove.
- Viene citata inoltre nel videogioco Assassin's Creed: Valhalla da Basim durante la missione Marionette e Prigionieri, nella regione del Cent insieme a Eivor, mentre parlano dell'abate Cynebert.
- La rana e lo scorpione è anche il titolo di due canzoni, una degli 883 (contenuta nell'album Grazie mille del 1999) ed una del rapper Claver Gold (feat. Murubutu) del 2012.[6]
- Il personaggio dello scorpione e la sua falsa promessa vengono citati dai Megadeth nella canzone The Scorpion,[7] quarta traccia dell'album The System Has Failed del 2004.